# San E
Jung San (hangul: 정산; hanja: 鄭山; rr: Jeong San; MR: Chŏng San; Incheon, 23 de janeiro de 1985), mais conhecido por seu nome artístico San E (hangul: 산이), é um rapper, cantor e compositor sul-coreano, agenciado sob o selo da Brand New Music. Ele foi anteriormente agenciado pela gravadora JYP Entertainment, tornando-se o primeiro rapper solista da empresa. San E é um dos rappers mais bem sucedidos do cenário musical coreano.

## Início da vida
San E nasceu em 23 de janeiro de 1985 na Coreia do Sul. Ele se mudou com sua família para Atlanta, Geórgia, EUA, quando ele era um estudante do ensino médio, porque seus pais tinham lutado financeiramente como resultado da crise financeira Asiática de 1997. Ele frequentou a University of Georgia, onde se formou em design gráfico.

## Carreira

### 2008-2009: Mixtapes e Fama subterrânea
San E lançou seus primeiros mixtapes, "Ready To Be Signed" e "Ready To Be Famous" em 2008 e 2009, respectivamente.Como uma maneira de chamar a atenção para sua música auto-lançada, San E disse brincando que tinha estabelecido o rapper underground Verbal Jint em uma de suas canções. O diss chamou a atenção da comunidade coreana de hip hop e do próprio Verbal Jint, que convidou San E para se juntar à sua equipe de hip hop, Overclass.

### 2010-2012: JYP Entertainment eEverybody Ready?
Ainda sem assinatura, San E ganhou o prêmio "Best Hip Hop Song" no 2010 Korean Music Awards para a faixa "Rap Genius".  Logo depois, ele se tornou o primeiro rapper solo a assinar contrato com a JYP Entertainment, uma das "três grandes" gravadoras da indústria do K-POP. Em setembro, ele lançou seu primeiro mini-álbum "Everybody Ready?", que contou com os artistas da JYP Entertainment Min do miss A, Joo e Yeeun do Wonder Girls. Ele estreou vários dias depois no programa de televisão M! Countdown com seu single "Tasty San", com Min. Em novembro, San E começou outra rodada de promoções para o single, "LoveSick", o videoclipe para o qual estrelou a companheira de gravadora Sohee do Wonder Girls.
Em 2011, San E lançou vários singles incluindo "Please Do not Go", uma colaboração com o rapper e cantor Lee Changmin de 2AM. A canção alcançou a posição #14 no Gaon Digital Chart, tornando-a a sua melhor canção, enquanto contratada sob JYP Entertainment. Ele também colaborou naquele ano com Verbal Jint, Beenzino, Swings e outros artistas no single "Stand Up, Japan!", que beneficiou os esforços de socorro do Japão após o Tsunami de Tohoku.

### 2013–presente: Brand New Music e Dez melhores sucessos
Em abril de 2013, San E terminou seu contrato com JYP Entertainment, dizendo que ele estava saindo em boas condições. Em junho ele se juntou a gravadora de hip-hop Brand New Music,casa de seu companheiro de equipe Overclass Verbal Jint. San E experimentou a posição #1 no Gaon Digital Chart com a canção, "Story of Someone I Know", do álbum " 'Not' Based on the True Story". Seus três singles seguintes, "Where Did You Sleep?" (feat Verbal Jint e Swings), "Break-Up Dinner" (feat Sanchez do Phantom) e "What's Wrong With Me" (feat Kang Min Hee), todos atingiram o top dez do Gaon Digital Chart.
O sucesso de San E continuou com o single "A Midsummer Night's Sweetness",uma colaboração com Raina do girl group After School. A canção foi um sucesso instantâneo e alcançou #1 em dez charts de música pouco depois de sua estréia. A canção ganhou prêmios naquele ano no Gaon Chart K-Pop Awards, MelOn Music Awards e Seoul Music Awards.  Seu próximo single, "Body Language" (com Bumkey), também foi um hit e alcançou a posição #1, superando tanto o Gaon Digital Chart e sete charts de música em tempo real logo após seu lançamento, apesar de sua classificação ser 19+.

## Discografia

### Álbuns de estúdio
| Título                 | Detalhes do álbum                                                                                      | Posição | Vendas |
| Título                 | Detalhes do álbum                                                                                      | KOR     | Vendas |
| ---------------------- | --- | ------- | ------ |
| The Boy Who Cried Wolf | - Lançado em: 23 de Abril de 2015 - Gravadoras: Brand New Music, LOEN - Formatos: CD, digital download | 17      | 1,816+ |

### Extended plays
| Título                        | Detalhes do álbum                                                                                        | Posição | Vendas              |
| Título                        | Detalhes do álbum                                                                                        | KOR     | Vendas              |
| ----------------------------- | --- | ------- | ------------------- |
| Everybody Ready?              | - Lançado em: 13 de Setembro de 2010 - Gravadora: JYP Entertainment - Formatos: CD, digital download     | 20      | [No data available] |
| 'Not' Based on the True Story | - Lançado em: 21 de Novembro de 2013 - Gravadora: Brand New Music, LOEN - Formatos: CD, digital download | 27      | 1,558+              |
| Season of Suffering           | - Lançado em: 23 de Janeiro de 2017 - Gravadora: Brand New Music, LOEN - Formatos: CD, digital download  |         |                     |

## Filmografia

### Programas de variedades de televisão
| Ano  | Título              | Notas                                                                      |
| ---- | ------------------- | -------------------------------------------------------------------------- |
| 2015 | Running Man         | Convidado no episódio 252.                                                 |
| 2015 | Show Me The Money 4 | Apareceu durante toda a temporada como produtor de "Team Brand New Music". |
| 2015 | Unpretty Rapstar    | Anfitrião da temporada 1.                                                  |
| 2015 | Unpretty Rapstar 2  | Anfitrião da temporada 2.                                                  |
| 2015 | Unpretty Rapstar 3  | Convidado.                                                                 |
| 2015 | Off to School       | Membro do elenco para os episódios 44-46.                                  |
| 2016 | Hip Hop Nation      | Co-anfitrião com Shin Dong Yup.                                            |
| 2016 | Battle Trip         | Co-apresentador.                                                           |
| 2017 | The Unit            | Co-apresentador.                                                           |